# Trofeo Juan Acuña

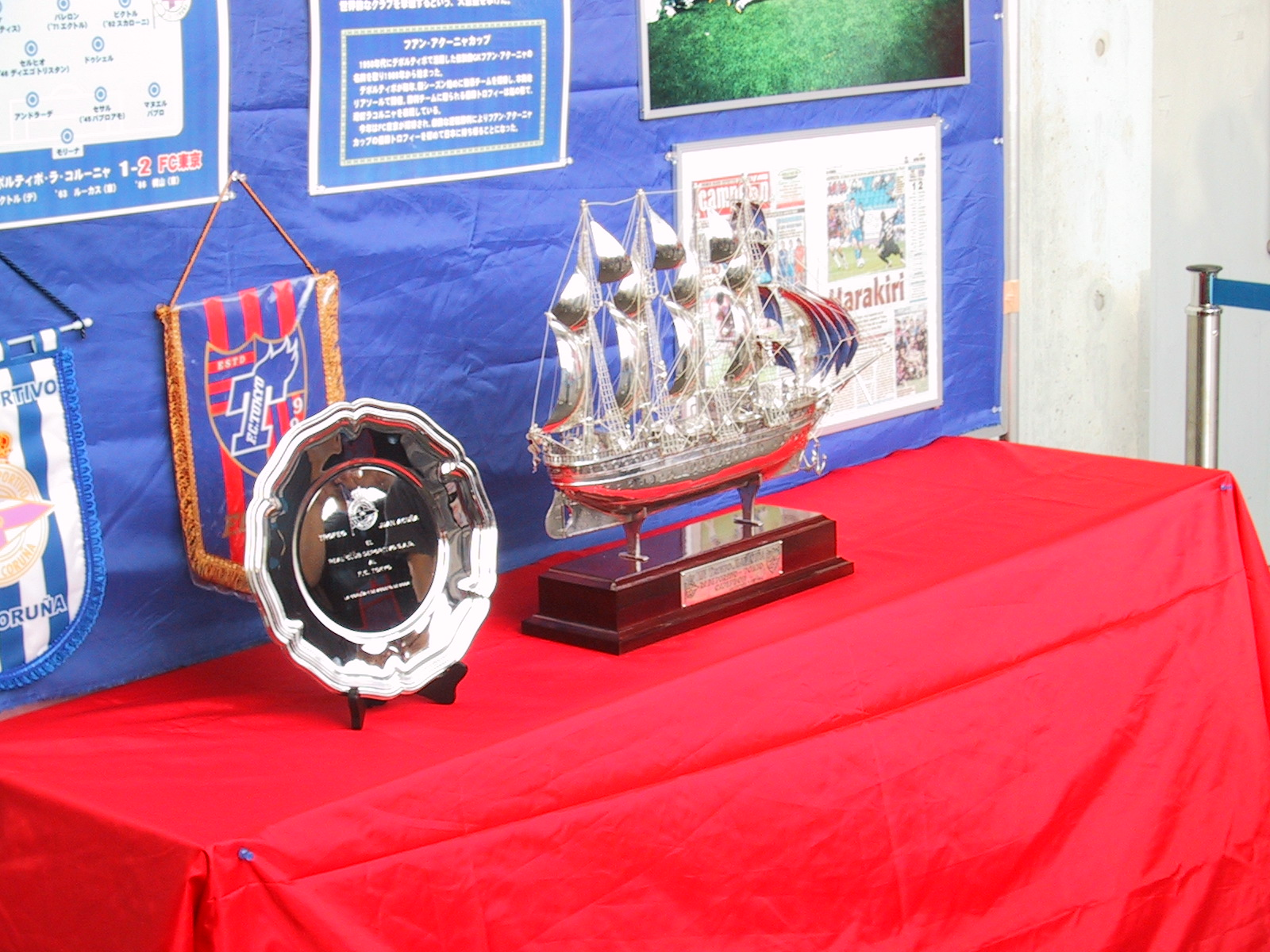
Imagen del trofeo Juan Acuña 2004.

El Trofeo Juan Acuña fue un torneo de verano de fútbol que se disputaba en la localidad gallega de La Coruña, en el Estadio de Riazor durante el mes de agosto jugado en honor al portero deportivista de los años 40 y 50 Juan Acuña. 

## Historia
El torneo comenzó a disputarse en 1989, realizándose desde entonces de manera anual salvo en el año 1995 y hasta el 2007. De este modo, se convirtió en una cita habitual del fútbol veraniego, con la presencia de equipos de Primera División y otros de categoría internacional.

## Ediciones
| Edición | Año  | Campeón                | Subcampeón                | Resultado | Penales |
| ------- | ---- | ---------------------- | ------------------------- | --------- | ------- |
| I       | 1989 | Real Oviedo            | Deportivo de La Coruña    | 1-1       | 5-4     |
| II      | 1990 | Deportivo de La Coruña | Burgos CF                 | 0-0       | 4-3     |
| III     | 1991 | Deportivo de La Coruña | Athletic Club             | 1-1       | P.      |
| IV      | 1992 | Deportivo de La Coruña | Flamengo                  | 2-0       |         |
| V       | 1993 | Deportivo de La Coruña | CD Universidad Católica   | 6-1       |         |
| VI      | 1994 | Sevilla FC             | Deportivo de La Coruña    | 1-0       |         |
| VII     | 1996 | FC Porto               | Deportivo de La Coruña    | 1-1       | 5-4     |
| VIII    | 1997 | Deportivo de La Coruña | SE Palmeiras              | 3-1       |         |
| IX      | 1998 | AC Milan               | Deportivo de La Coruña    | 1-0       |         |
| X       | 1999 | Deportivo de La Coruña | Fluminense FC             | 4-0       |         |
| XI      | 2000 | Deportivo de La Coruña | FC Girondins de Bordeaux  | 2-0       |         |
| XII     | 2001 | Deportivo de La Coruña | Udinese Calcio            | 1-0       |         |
| XIII    | 2002 | Deportivo de La Coruña | Hannover 96               | 4-1       |         |
| XIV     | 2003 | FC Porto               | Deportivo de La Coruña    | 2-0       |         |
| XV      | 2004 | FC Tokio               | Deportivo de La Coruña    | 2-1       |         |
| XVI     | 2005 | Deportivo de La Coruña | Birmingham City FC        | 2-0       |         |
| XVII    | 2006 | Veteranos del Depor    | Veteranos del Super-Depor | 4-2       |         |
| XVIII   | 2007 | Vitória SC Guimarães   | Deportivo de La Coruña    | 1-1       | 4-3     |

## Títulos por clubes
| Equipo                 | Títulos | Años                                                        | Subtítulos | Años                                      |
| Deportivo de La Coruña | 10      | 1990, 1991, 1992, 1993, 1997, 1999, 2000, 2001, 2002 y 2005 | 7          | 1989, 1994, 1996, 1998, 2003, 2004 y 2007 |
| FC Porto               | 2       | 1996 y 2003                                                 | 0          |                                           |
| Real Oviedo            | 1       | 1989                                                        | 0          |                                           |
| Sevilla FC             | 1       | 1994                                                        | 0          |                                           |
| AC Milan               | 1       | 1998                                                        | 0          |                                           |
| FC Tokyo               | 1       | 2004                                                        | 0          |                                           |
| Vitória SC Guimarães   | 1       | 2007                                                        | 0          |                                           |